# Gran Premi de Mònaco del 2005
Resultats del Gran Premi de Mònaco de Fórmula 1 de la temporada 2005, disputat al circuit urbà de Montecarlo el 22 de maig del 2005.

## Resultats de la cursa
| Pos | No | Pilot                | Equip               | Voltes | Temps/ Retir.  | Pos. de sort. | Punts |
| --- | -- | -------------------- | ------------------- | ------ | -------------- | ------------- | ----- |
| 1   | 9  | Kimi Räikkönen       | McLaren - Mercedes  | 78     | 1h 45' 15. 556 | 1             | 10    |
| 2   | 8  | Nick Heidfeld        | Williams - BMW      | 78     | + 13.8 s       | 6             | 8     |
| 3   | 7  | Mark Webber          | Williams - BMW      | 78     | + 18.4 s       | 3             | 6     |
| 4   | 5  | Fernando Alonso      | Renault             | 78     | + 36.4 s       | 2             | 5     |
| 5   | 10 | Juan Pablo Montoya   | McLaren - Mercedes  | 78     | + 36.6 s       | 16            | 4     |
| 6   | 17 | Ralf Schumacher      | Toyota              | 78     | + 37.1 s       | 18            | 3     |
| 7   | 1  | Michael Schumacher   | Ferrari             | 78     | + 37.2 s       | 8             | 2     |
| 8   | 2  | Rubens Barrichello   | Ferrari             | 78     | + 37.5 s       | 10            | 1     |
| 9   | 12 | Felipe Massa         | Sauber - Petronas   | 77     | + 1 Volta.     | 11            |       |
| 10  | 16 | Jarno Trulli         | Toyota              | 77     | + 1 Volta      | 5             |       |
| 11  | 11 | Jacques Villeneuve   | Sauber - Petronas   | 77     | + 1 Volta      | 9             |       |
| 12  | 6  | Giancarlo Fisichella | Renault             | 77     | + 1 Volta      | 9             |       |
| 13  | 18 | Tiago Monteiro       | Jordan - Toyota     | 75     | + 3 Voltes     | 15            |       |
| 14  | 21 | Christijan Albers    | Minardi - Cosworth  | 73     | + 5 Voltes     | 14            |       |
| Ret | 15 | Vitantonio Liuzzi    | Red Bull - Cosworth | 59     | Accident       | 12            |       |
| Ret | 20 | Patrick Friesacher   | Minardi - Cosworth  | 29     | Accident       | 13            |       |
| Ret | 14 | David Coulthard      | Red Bull - Cosworth | 23     | Accident       | 7             |       |
| Ret | 19 | Narain Karthikeyan   | Jordan - Toyota     | 18     | Hidràulics     | 17            |       |

## Altres
- Pole: Kimi Räikkönen 2' 30. 323 (suma de les dues voltes)
- Volta ràpida: Michael Schumacher 1' 15. 842 (a la volta 40)